# 이안 미도우스
이안 미도우스(Ian Meadows, 1983년 2월 4일 ~ )는 오스트레일리아의 배우, 텔레비전 배우이다.

## 영화
- 스케어 캠페인 (2016년)
- 킬링 그라운드 (2016년) - 이안 역
- 더 터닝 (2013년)
- 어 패러슈트 폴링 인 시베리아 (2010년)
- 마오의 라스트 댄서 (2009년)
- 홈 앤 어웨이 (1988년) - 로코 쿠퍼 역